# Alopecosa hermiguensis
Alopecosa hermiguensis är en spindelart som beskrevs av Jörg Wunderlich 1992. Alopecosa hermiguensis ingår i släktet Alopecosa och familjen vargspindlar.
Artens utbredningsområde är Kanarieöarna. Inga underarter finns listade i Catalogue of Life.